# Chantal Hagel
Chantal Hagel (* 20. Juli 1998 in Calw) ist eine deutsche Fußballspielerin, die zur Saison 2025/26 beim FC Sevilla unter Vertrag steht.

## Karriere

### Vereine
Hagel begann in Wildberg beim dort ansässigen TSV Wildberg 1861 e. V. mit dem Fußballspielen; nach einer Zwischenstation in Eutingen im Gäu war sie anschließend bis 2014 für den VfL Nagold aktiv. Danach spielte sie ein Jahr lang für die B-Jugendmannschaft des SC Freiburg, bevor sie in die zweite Mannschaft aufrückte. Nach nur einer Saison wechselte sie nach Hoffenheim. Sie bestritt für die TSG 1899 Hoffenheim II von 2016 bis 2019, zunächst in der zweigleisigen, ihre letzte Saison in der zwischenzeitlich eingleisigen 2. Bundesliga 68 Punktspiele, in denen sie 18 Tore erzielte.
Seit der Saison 2019/20 spielt sie für den Bundesligisten TSG 1899 Hoffenheim. Ihr Debüt gab sie am 24. August 2019 (2. Spieltag) beim 4:0-Sieg im Heimspiel gegen den 1. FC Köln mit Einwechslung für Franziska Harsch in der 74. Minute. Am 27. Januar 2023 gab der VfL Wolfsburg auf seiner Website die Verpflichtung von Chantal Hagel ab kommender Saison 2023/24 bekannt.
Am Freitag, den 4. Juli 2025 gaben Chantal Hagel und der VfL Wolfsburg die einvernehmliche Trennung bekannt. Die 13-malige Nationalspielerin und Mittelfeldspielerin, die sich nach mehr Spielzeit sehnte, unterschrieb am Montag, den 7. Juli 2025 einen Vertrag bis Sommer 2026 beim FC Sevilla.

### Nationalmannschaft
Ihr Debüt als Nationalspielerin gab sie am 20. Februar 2022 in Norwich bei der 0:1-Niederlage der A-Nationalmannschaft gegen die Nationalmannschaft Kanadas im Rahmen des Vier-Nationen-Turniers in England um den Arnold-Clark-Cup mit Einwechslung für Fabienne Dongus in der 82. Minute. Drei Tage später – erneut für Fabienne Dongus in der 72. Minute eingewechselt – kam sie bei der 1:3-Niederlage gegen die Nationalmannschaft Englands in Wolverhampton im letzten Turnierspiel zum Einsatz.
Für die Weltmeisterschaft 2023 in Australien und Neuseeland wurde sie von der Bundestrainerin Martina Voss-Tecklenburg ins deutsche Team berufen. Im ersten Spiel, das mit 6:0 gegen WM-Neuling Marokko gewonnen wurde, kam sie in der Schlussminute für Felicitas Rauch von der Bank. Da sich Rauch danach im Training verletzte, wurde Hagel in den beiden folgenden Spielen von Beginn an eingesetzt. Durch eine 1:2-Niederlage gegen Kolumbien und ein 1:1 gegen Südkorea schied die deutsche Mannschaft erstmals nach der Vorrunde aus.

## Persönliches
Hagel studierte parallel zu ihrer fußballerischen Laufbahn Pädagogik und absolvierte in Baden-Württemberg ihr Lehramtsreferendariat an einer Grundschule. Dieses schloss sie 2023 vor ihrem Wechsel nach Wolfsburg ab und konzentrierte sich seitdem voll auf ihre fußballerische Karriere.

## Erfolge
- 2024: Gewinn des DFB-Pokals